# Сосновский, Чеслав
Чеслав Сосновский (в России Чеслав Фомич Сосновский, пол. Czesław Sosnowski, собственно Чесловас Саснаускас, лит. Česlovas Sasnauskas; 19 июня (1 июля) 1867, Капчяместис — 5 (18) января 1916, Петроград) — литовский композитор, органист и хоровой дирижёр.
Родился в семье церковного органиста. Учился игре на органе у отца, затем во Владиславове. В 1883—1885 гг. органист в Гражишках, в 1885—1887 гг. в Волковышках. Затем совершенствовался как исполнитель у ковенского органиста Юозаса Калвайтиса. В 1890—1892 гг. органист в Двинске.
В 1892—1898 гг. учился в Санкт-Петербургской консерватории в классе вокала, у Станислава Габеля и Антонио Котоньи.
С 1895 г. и до конца жизни органист и хормейстер петербургской церкви Святой Екатерины, до 1909 года также преподавал в школе при церкви. Руководил многочисленными самодеятельными хоровыми коллективами. 13 ноября 1899 года хор под управлением Сосновского впервые исполнил «Национальную песнь» Винцаса Кудирки, в дальнейшем ставшую Гимном Литвы. В 1900—1905 гг. много гастролировал в Европе, в Риме под руководством Филиппо Капоччи изучал грегорианский хорал.
Автор многочисленных хоровых сочинений, в том числе Реквиема и кантаты «Братья» (лит. Broliai) на слова М. Густайтиса, а также органной музыки, песен (в том числе на слова Майрониса).